# Oswald Teichmüller
Pour les articles homonymes, voir Teichmüller.
Oswald Teichmüller (né le 18 juin 1913 – mort le 11 septembre 1943) est un mathématicien allemand ayant contribué à la théorie des applications quasi-conformes, ainsi qu'à l'étude de la variété complexe qui depuis porte son nom : l'espace de Teichmüller d'une surface de Riemann. Il a également établi l'analogue de la « forme de Smith » pour les matrices sur des anneaux principaux non commutatifs, complétant les travaux de Nathan Jacobson sur le même sujet (« forme de Jacobson-Teichmüller »).
Il avait un don pour les mathématiques qu'on a pu comparer au génie d'Évariste Galois.
Nazi convaincu, il s'engage dans le parti nazi en 1931 et milite activement. Fin 1933, avec d'autres étudiants arborant l'uniforme SA, il interdit au professeur Edmund Landau d'entrer faire cours à l'Institut de mathématiques de Göttingen. Partisan d'une « science aryenne », Teichmüller participe au mouvement de la Deutsche Mathematik (de) avec Ludwig Bieberbach. En 1939, il est soldat de la Wehrmacht, il participe à l'invasion de la Norvège, et est  ensuite sur le front de l'Est, où il est tué au combat en 1943.

## Biographie

### Jeunesse
Paul Julius Oswald Teichmüller est né à Nordhausen, et a grandi à Saint-Andreasberg, avec ses parents Gertrude (née Dinse) et Adolf Julius Paul Teichmüller. Au moment de la naissance d'Oswald, son père, un tisserand, avait 33 ans et sa mère 39 ans ; ils n'ont pas eu d'autres enfants. Son père est blessé pendant la première guerre mondiale et meurt quand Oswald a 12 ans. Selon Gertrude, Oswald avait trois ans lorsqu'elle découvrit qu'il savait compter et qu'il avait appris à lire tout seul. Après la mort de son père, elle le retire de l'école de Saint-Andreasberg, qu'il a « depuis longtemps dépassée », et l'envoie chez sa tante à Nordhausen.

### Éducation
Teichmüller obtient son bac (Abitur) en 1931 et s'inscrit à l'université de Göttingen comme « étudiant de l'arrière-pays brillant mais solitaire ». Hans Lewy, jeune professeur à Göttingen à l'époque, a raconté plus tard des anecdotes sur l'intelligence de ce jeune homme disgracieux. Parmi les professeurs de Teichmüller figurent Richard Courant, Gustav Herglotz, Edmund Landau, Otto Neugebauer et Hermann Weyl. Il adhère au NSDAP en juillet 1931 et devient membre de la Sturmabteilung en août 1931. Le 2 novembre 1933, il organise le boycott de son professeur juif Edmund Landau ; en 1994, Friedrich L. Bauer décrit Teichmüller comme un « génie » mais un « nazi fanatique » qui « s'est distingué par son agitation contre Landau et Courant ». Teichmüller a ensuite rencontré Landau dans son bureau pour discuter du boycott, et a écrit une lettre, à la demande de Landau, concernant sa motivation :

« Il ne s'agit pas pour moi de vous créer des difficultés en tant que juif, mais seulement de protéger - avant tout - les étudiants allemands du deuxième semestre contre l'enseignement du calcul différentiel et intégral par un professeur d'une race qui leur est tout à fait étrangère. Comme tout le monde, je ne doute pas de votre capacité à enseigner aux étudiants aptes, quelle que soit leur origine, les aspects purement abstraits des mathématiques. Mais je sais que de nombreux cours académiques, en particulier le calcul différentiel et intégral, ont en même temps une valeur éducative, induisant l'élève non seulement à un monde conceptuel mais aussi à un état d'esprit différent. Mais comme ce dernier dépend très sensiblement de la composition raciale de l'individu, il s'ensuit qu'un élève allemand ne devrait pas être autorisé à être formé par un professeur juif. »

En 1934, Teichmüller rédige un projet de thèse sur la théorie des opérateurs, qu'il intitule Operatoren im Wachsschen Raum. Ce projet se rapportait à des conférences qu'il avait reçues de Franz Rellich, mais il n'a pas présenté sa proposition de thèse à Rellich, car ce dernier était auparavant l'assistant du professeur juif Richard Courant, qui a fui l'Allemagne en 1933. Teichmüller l'a donc présenté à Helmut Hasse. La théorie des opérateurs ne faisant pas partie du domaine d'expertise de Hasse, il l'envoie à Gottfried Köthe. Les commentaires de Köthe aident Teichmüller à mettre au point la thèse, et Teichmüller la soumet pour examen le 10 juin 1935 à son comité d'examen qui se compose de Hasse, Herglotz et du physicien de Göttingen Robert Pohl. Teichmüller soutient son doctorat le 28 juin 1935 et reçoit officiellement son doctorat en mathématiques en novembre 1935.

### Carrière universitaire
Après que Teichmüller eut passé son examen de doctorat en juin 1935, Hasse demanda à l'université de nommer Teichmüller comme professeur assistant au département de mathématiques. Dans sa lettre, il déclare que Teichmüller a « des dons extraordinaires pour les mathématiques » et que son style d'enseignement est « douloureusement exact, très suggestif et impressionnant ». Teichmüller reçoit le poste et commence à se consacrer davantage aux mathématiques au détriment de la politique, ce qui amène ses collègues du NSDAP à le qualifier d'« excentrique ».
La thèse de doctorat de Teichmüller est son seul travail en analyse fonctionnelle, et ses quelques articles suivants sont algébriques, ce qui montre l'influence de Hasse sur lui. À la fin de l'année 1936, il commence à travailler sur sa thèse d'habilitation afin de pouvoir déménager à l'université de Berlin pour travailler avec Ludwig Bieberbach, un mathématicien exceptionnel, fervent partisan du NSDAP et éditeur de Deutsche Mathematik (en). La thèse d'habilitation de Teichmüller, Untersuchungen über konforme und quasikonforme Abbildungen, n'a pas été influencée par Hasse, mais par les conférences de Rolf Nevanlinna, qui était professeur invité à l'université de Göttingen. Sous l'influence de Nevanlinna, Teichmüller s'éloigne de l'algèbre et s'intéresse à l'analyse complexe. Il fait quatre contributions à la Deutsche Mathematik en 1936, dont trois algébriques.
Teichmüller s'installe à Berlin en avril 1937, et obtient son habilitation à l'Université de Berlin en mars 1938. À Berlin Teichmüller trouve chez Bierberbach un camarade partageant ses opinions politiques et qui était aussi un mathématicien exceptionnel, ce qui lui valut deux années de grande productivité. Entre avril 1937 et juillet 1939, Teichmüller publie sept articles en plus de sa monographie de 197 pages sur les « applications quasi-conformes extrémales et différentielles quadratiques », qui jette les bases de la théorie de l'espace de Teichmüller.

### Seconde Guerre mondiale
Le 18 juillet 1939, Teichmüller est incorporé dans la Wehrmacht. À l'origine, il ne devait suivre que huit semaines d'entraînement, mais la Seconde Guerre mondiale a éclaté avant l'échéance. Il est donc resté dans l'armée et a participé à l'opération Weserübung en avril 1940. Il est ensuite rappelé à Berlin où il participe à des travaux de cryptographie avec d'autres mathématiciens tels que Ernst Witt, Georg Aumann (en), Alexander Aigner (en) et Wolfgang Franz (en) au sein du département de cryptographie du haut commandement de la Wehrmacht.
En 1941, Bieberbach demande que Teichmüller soit libéré de ses obligations militaires afin de pouvoir continuer à enseigner à l'université de Berlin. Cette demande est acceptée et il peut enseigner à l'université de 1942 à début 1943. Cependant, après la défaite allemande à Stalingrad en février 1943, Teichmüller quitte son poste à Berlin et se porte volontaire pour combattre sur le front de l'Est, entrant dans une unité qui participe à la bataille de Koursk. Au début du mois d'août, il est mis en permission lorsque son unité atteint Kharkov. Son unité est encerclée par les troupes soviétiques et en grande partie anéantie à la fin du mois d'août, mais début septembre, il tente de les rejoindre. Il aurait atteint l'est du Dniepr, lorsqu'il a été tué au combat le 11 septembre 1943.

## Travaux mathématiques
Au cours de sa carrière, Teichmüller a écrit 34 articles en l'espace d'environ 6 ans. Ses premières recherches algébriques portaient sur la théorie des valuations de corps et la structure des algèbres. En théorie des valuations, il introduit des systèmes multiplicatifs de représentants du corps résiduel des anneaux de valuation, ce qui a conduit à une caractérisation de la structure du corps entier en termes de corps résiduels. Il commence à généraliser le concept d'Emmy Noether de produits croisés de corps à certains types d'algèbres, ce qui lui a permis de mieux comprendre la structure des p-algèbres (en). Bien qu'à partir de 1937, ses principaux intérêts se soient portés sur la théorie géométrique des fonctions (en), Teichmüller n'a pas abandonné l'algèbre ; dans un article publié en 1940, il explore de nouvelles étapes vers une théorie galoisienne des algèbres, ce qui a abouti à l'introduction d'un groupe qui a été reconnu plus tard comme un troisième groupe de cohomologie galoisienne.
Après son habilitation en 1938, Teichmüller se tourne vers les questions de variation des structures conformes sur les surfaces, soulevées auparavant par Bernhard Riemann, Henri Poincaré, Felix Klein et Robert Fricke. Son innovation la plus importante a été l'introduction des applications quasi-conformes dans le domaine, en utilisant les idées développées par Herbert Grötzsch et Lars Ahlfors dans des contextes différents. La principale conjecture de Teichmüller affirme que la variation de la structure conforme peut être réalisée uniquement par des applications quasiconformes extrémales. Teichmüller a également établi une connexion entre les applications quasiconformes extrémales et les différentielles quadratiques régulières en utilisant une classe de différentielles réciproques de Beltrami, ce qui l'a conduit à une autre conjecture statuant l'existence d'une correspondance bijective bicontinue Φ entre l'espace T1, des parties réelles de certaines différentielles réciproques de Beltrami et Mg, n l'espace de modules de toutes les structures conformes considérées. En fait, il a prouvé l'existence et l'injectivité de Φ.
Teichmüller a également montré l'existence d'applications quasi-conformes extrémales dans le cas particulier de certaines régions planes simplement connexes. Il a ensuite donné une preuve d'existence pour les surfaces de type (g, 0) par un argument de continuité à partir du théorème d'uniformisation et des métriques de Finsler. Il s'agissait également d'un premier pas vers une étude plus approfondie des espaces de modules ; dans l'un de ses derniers articles, il esquisse une idée sur la manière de doter les espaces de modules d'une structure analytique et de construire un espace analytique de fibres de surfaces de Riemann. En raison de sa mort prématurée, Teichmüller n'a pas pu mettre en œuvre la plupart de ses idées, dont la plupart furent fécondes a posteriori.
De 2007 à 2020, la Société mathématique européenne a publié sept volumes du Handbook of Teichmüller Theory. Ces volumes contiennent des traductions anglaises des articles de Teichmüller sur l'analyse complexe et sur la théorie de Teichmüller. Les volumes sont édités par Athanase Papadopoulos, professeur à l'Université de Strasbourg.